# Бзів
Бзів — село в Україні, у Баришівській селищній громаді Броварського району Київської області, до 2020 року — центр сільської ради. Розташоване над річкою Ільта.

## Історія

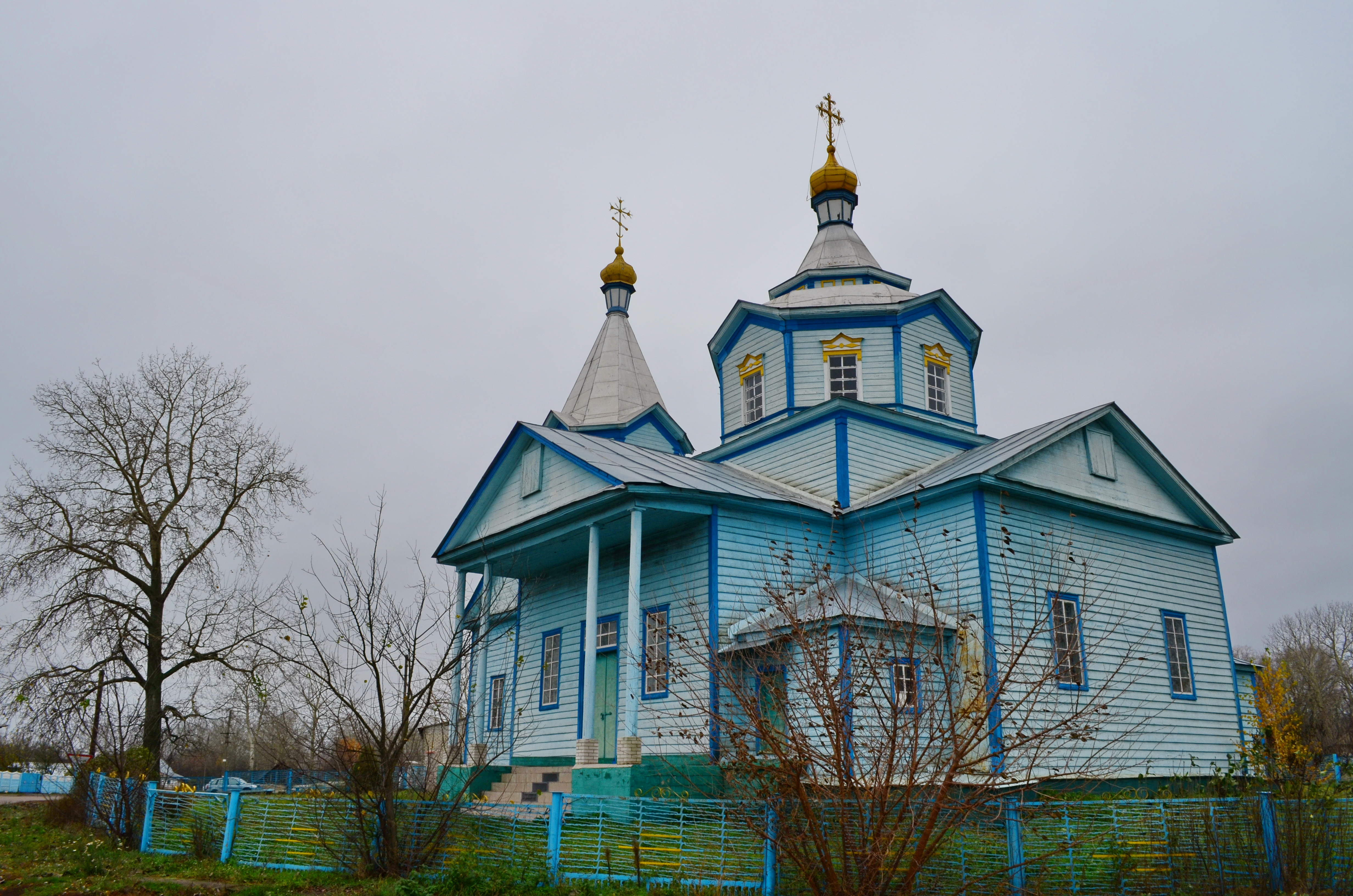
Миколаївська церква, (1863)

За часів козаччини, до 1781 року село Бзів перебувало у складі Баришівської сотні Переяславського полку.
Зі скасуванням козацького полкового устрою, селище перейшло до складу Остерського повіту Київського намісництва. За описом 1787 року у Бзові було 272 душі, село у володінні «казених людей».
Від початку XIX століття Бзів перебував у складі Переяславського повіту Полтавської губернії.
Є на мапі 1812 року.
1910 року - село Скопецької волості Переяславського повіту Полтавської губернії, 254 господарства, 1421 мешканець разом з найманими робітниками.
У 1929 році в селі створено колгосп. Його керівниками в період Голодомору були: Чихман Ф. П. — голова колгоспу, Гурин Т. О. — секретар партійної організації, Гурин М. Н. — голова сільської ради. Вони були місцевими відповідальними особами за розкуркулення, конфіскацію харчів і відповідно голод місцевих селян.
За радянських часів село особливо сильно постраждало від насильницької колективізації та Голодомору у 1932—1933 роках.
У 1932—1933 роках у селі було два колгоспи «Червоний Клин» та «Новоселиця». За наявними та доступними архівними документами за 1932 рік та червень-жовтень 1933 року встановлено 100 прізвищ 

### Повоєнний період
В «Історії міст і сіл Української РСР» про Бзів початку 1970-х року було подано таку інформацію:

| Бзів — село, центр сільської Ради, розташоване за 7 км від районного центру і за 4 км від залізничної станції Сулимівка. Населення — 846 чоловік. На території села знаходиться перший відділок Морозівської птахофабрики. За успіхи, досягнуті в розвитку сільського господарства у післявоєнні роки, 19 трудівників села одержали урядові нагороди. У Бзові є клуб, бібліотека, початкова школа, директором якої до 1963 року працювала заслужена вчителька школи УРСР Н. С. Бурко. За багаторічну сумлінну працю вона нагороджена орденами Леніна і Трудового Червоного Прапора.[5] |

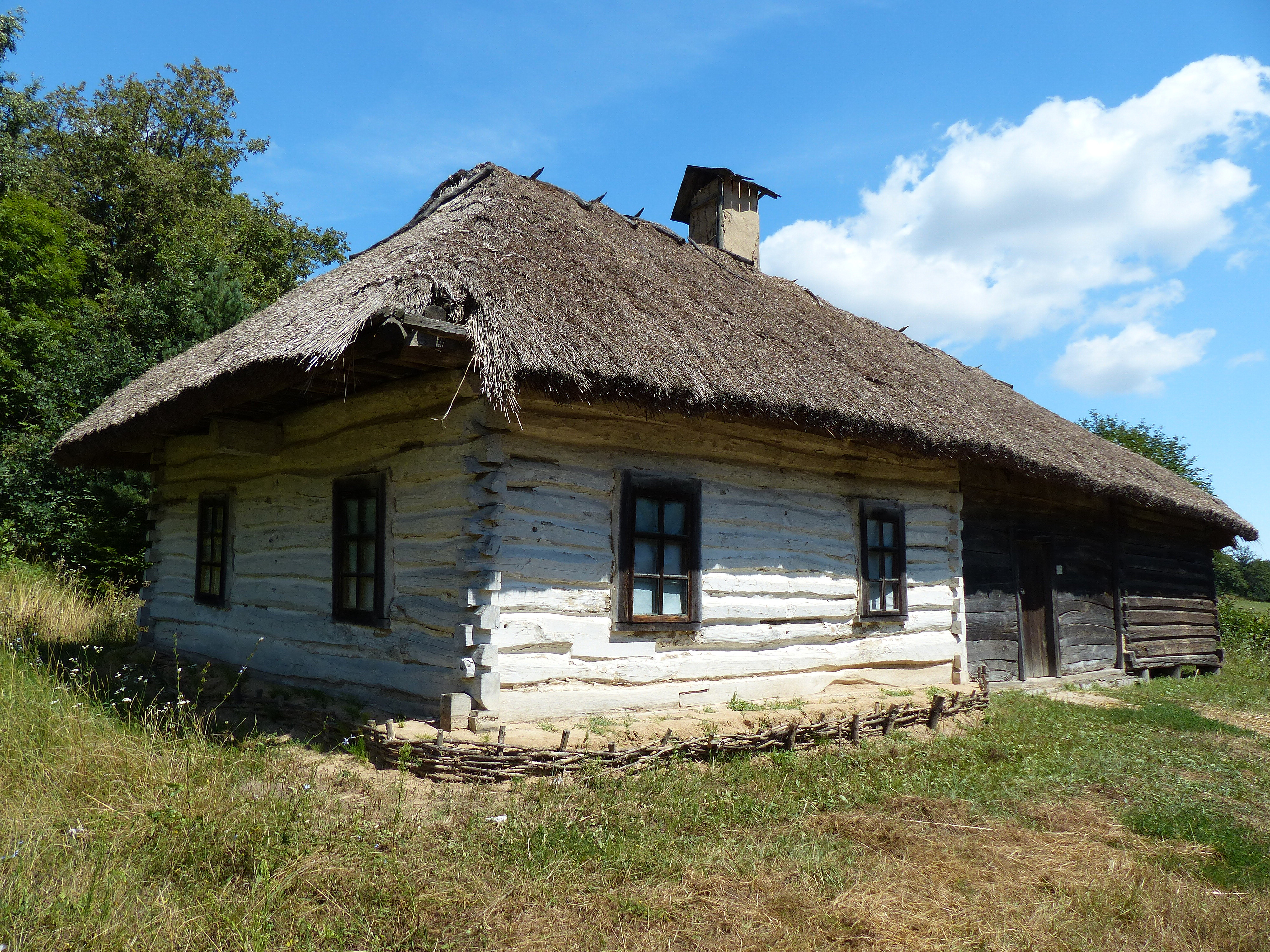
Хата з села Бзів Баришівського району Київської області, Київ, Пирогів

17 липня 2020 року, в результаті адміністративно-територіальної реформи та ліквідації Баришівського району, село увійшло до складу Броварського району.

## Населення
Станом на 1923 рік у селі Бзів Баришівського району Київського округу проживала 1581 особа.
Згідно з переписом УРСР 1989 року чисельність наявного населення села становила 879 осіб, з яких 400 чоловіків та 479 жінок.
За переписом населення України 2001 року в селі мешкало 858 осіб.

### Мова
Розподіл населення за рідною мовою за даними перепису 2001 року:
| Мова            | Кількість | Відсоток |
| --------------- | --------- | -------- |
| українська      | 868       | 95.81%   |
| російська       | 33        | 3.64%    |
| вірменська      | 2         | 0.22%    |
| білоруська      | 1         | 0.11%    |
| інші/не вказали | 2         | 0.22%    |
| Усього          | 906       | 100%     |

## Відомі особи
- Гречкосій Владислав Павлович (1994—2023) — молодший сержант збройних сил України, учасник російсько-української війни.
- Батьківщина Олександра Івановича Сердюка — народного артиста СРСР, лауреата Державних премій 1947 і 1948 років.

## Пам'ятки

Братська могила воїнів Радянської армії, які загинули в роки німецько-радянської війни біля будинку культури

- Дерев'яна Миколаївська церква (пам'ятка архітектури)[10];
- Братська могила воїнів Радянської армії, які загинули в роки німецько-радянської війни біля будинку культури.